# Långfärdskanot

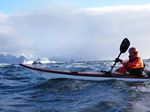

Långfärdskanoten eller långfärdskajaken är en kanottyp anpassad för att paddla längre sträckor, ofta med övernattningar och packning, smidigare och säkrare. Konstruktionen bygger på skärgårdskanoten och havskajaken.
Benämningen långfärdskanot syftar därför på kanoter där vissa egenskaper vid konstruktionen prioriterats och andra egenskaper därför fått ge vika. Viktigt för långfärdskanoten är:
- Kursstabilitet. En långfärdskanot bör kunna hålla rak kurs utan att energi slösas på att hålla kursen – antingen genom att skrovet är utformat med hög kursstabilitet (lång rak köllinje) och styrs med ett roder eller med ett lättmanövrerat skrov (krökt köllinje, bananform) som stabiliseras vid behov med en justerbar skädda. Andra varianter har funnits men dessa är de vanligaste.
- Vattentäta skott framför och bakom sittbrunnen. Kanoten bör ha täta packutrymmen som ger flytkraft i en nödsituation och innebär att kanoten är lätt att tömma på vatten till havs. Dessa utrymmen är normalt åtkomliga genom luckor i för- och akterdäcket. En välkonstruerad långfärdskanot hanterad av en skicklig paddlare är en av de mest sjösäkra farkoster som finns. Den är i det närmaste osänkbar, tål så gott som alla väder och vindar och går normalt att rolla upp med eskimåsväng efter en kapsejsning.
- Vakningsförmåga. En långfärdskanot vakar sjön väl, vilket innebär att den rör sig mjukt, kontrollerat och förutsägbart i vågor utan att dyka eller stampa. Vakningsförmågan handlar dels om att skrovet är rätt utformat: att volymen är rimligt fördelad längs vattenlinjen, att långskeppsbalansen är korrekt etc, och dels om att den är rätt packad: tunga föremål ute i stävarna fördärvar vakningsförmågan hos även ett välkonstruerat skrov.
- Neutralt balanserad. En bra långfärdskanot skall kännas neutral i förhållande till vind och vattenrörelser. För att vara vindneutral bör kanoten ha ett relativt lågt däck och inte alltför höga stävar. För att inte påverkas för mycket av vattnets rörelser i vågor bör undervattenskroppen vara rundad med sitt geometriska centrum nära skrovets rörelsecentrum.